# Irréligion
 (mai 2018).
Si vous disposez d'ouvrages ou d'articles de référence ou si vous connaissez des sites web de qualité traitant du thème abordé ici, merci de compléter l'article en donnant les références utiles à sa vérifiabilité et en les liant à la section « Notes et références ».
 (mai 2018).
- Si vous ne connaissez pas le sujet, laissez ce bandeau (vous pouvez alors contacter les auteurs).
- Si vous supprimez le contenu mis en cause (vous pouvez préalablement contacter les auteurs),

argumentez précisément cette suppression dans la page de discussion
(un manque de référence n'est pas un argument ; une recherche réelle de référence doit avoir été effectuée, être formellement documentée).
L’irréligion ou l’irreligionisme est toute opinion philosophique qui ne comprend pas de culte religieux. Dans les faits, ce terme englobe des notions très diverses : l'athéisme, l'agnosticisme, le déisme, le scepticisme, la libre-pensée, voire le théisme philosophique. En statistique, la notion se traduit simplement par l'expression « sans religion » dans les questionnaires.
L'irréligion a au moins trois aspects distincts :
- refus de clamer une profession de foi (soit parce que les personnes concernées estiment n'avoir pas assez d'informations pour adopter une religion particulière, soit par scepticisme, soit encore par la réfutation de l'existence d'un ou de plusieurs dieux) ;
- attitude d'indifférence ou plus rarement d'hostilité envers la notion de religion. Politiquement, elle se traduit par le laïcisme, et socialement, par une recherche de spiritualité sans rapport avec une quelconque liturgie ;
- opposition aux règles, croyances et rites des religions institutionnelles. Il s'agit moins d'une volonté d'élimination que de réforme libérale, voire de remplacement par une religion universelle, dans le cas des théistes philosophes[1].

Le fait que certaines personnes soient catégorisées en tant qu'irréligieuses ne veut pas nécessairement dire qu'elles sont dépourvues de spiritualité, et ne croient pas au surnaturel ou en un dieu. En effet, de telles personnes peuvent être hérétiques, déistes, monistes, croyants non-pratiquants (personnes qui possèdent certaines croyances spirituelles tirées de leur culture religieuse, mais qui refusent de s'identifier comme membre de la religion correspondante). Le concept est très hétérogène, puisqu'il englobe à la fois ceux qui nient le principe même de religion institutionnelle, et ceux qui sont plutôt en désaccord avec la forme et le fonctionnement de l'institution officielle en vigueur.

## Statistiques par pays
| Pays              | % de personnes sans religion | % de personnes ne déclarant pas leur religion | Total  | Année             | Source                                                         |
| ----------------- | ---------------------------- | --------------------------------------------- | ------ | ----------------- | -------------------------------------------------------------- |
| Tchéquie          | 34,0 %                       | 45,0 %                                        | 79,0 % | 2011, recensement | Office statistique tchèque                                     |
| Corée du Nord     | 71,3 %                       |                                               | 71,3 % | 2010              | Pew Forum                                                      |
| Estonie           | 59,6 %                       |                                               | 59,6 % | 2010              | Pew Forum                                                      |
| Allemagne         | 59,0 %                       |                                               | 59,0 % | 2015              | Worldwide Independent Network/Gallup International Association |
| Japon             | 57,0 %                       |                                               | 57,0 % | 2010              | Pew Forum                                                      |
| Nouvelle-Zélande  | 48,2 %                       | 6,6 %                                         | 54,8 % | 2018, recensement | Statistics New Zealand                                         |
| France            | 51 %                         |                                               | 51 %   | 2023, sondage     | Institut national de la statistique et des études économiques  |
| Chine             | 52,2 %                       |                                               | 52,2 % | 2010              | Pew Forum                                                      |
| Corée du Sud      | 46,4 %                       |                                               | 46,4 % | 2010              | Pew Forum                                                      |
| Australie         | 38,9 %                       | 7,3 %                                         | 46,2 % | 2021, recensement | Australian Bureau of Statistics                                |
| Pays-Bas          | 42,1 %                       |                                               | 42,1 % | 2010              | Pew Forum                                                      |
| Uruguay           | 40,4 %                       |                                               | 40,4 % | 2006, recensement | Instituto Nacional de Estadística                              |
| Mongolie          | 38,6 %                       |                                               | 38,6 % | 2010              | ONU                                                            |
| Canada            | 34,6 %                       |                                               | 34,6 % | 2021, recensement | Statistique Canada                                             |
| Royaume-Uni       | 25,1 %                       | 7,2 %                                         | 32,3 % | 2011, recensement | Office for National Statistics                                 |
| Espagne           | 25,0 %                       |                                               | 25,0 % | 2011              | Centro de Investigaciones Sociológicas                         |
| Jamaïque          | 21,2 %                       | 2,2 %                                         | 23,4 % | 2011, recensement |                                                                |
| États-Unis        | 22,8 %                       |                                               | 22,8 % | 2014              | Pew Forum                                                      |
| Suisse            | 20,1 %                       |                                               | 20,1 % | 2010, recensement | Statistique suisse                                             |
| Singapour         | 17,0 %                       |                                               | 17,0 % | 2010, recensement |                                                                |
| Moyenne mondiale  | 16,3 %                       |                                               | 16,3 % | 2010              | Pew Forum                                                      |
| Russie            | 16,2 %                       |                                               | 16,2 % | 2010              | Pew Forum                                                      |
| Afrique du Sud    | 15,1 %                       |                                               | 15,1 % | 2001, recensement | Statistics South Africa                                        |
| Trinité-et-Tobago | 2,2 %                        | 11,1 %                                        | 13,3 % | 2011, recensement | Central Statistical Office                                     |
| Chili             | 11,4 %                       | 1,1 %                                         | 12,5 % | 2012, recensement | Instituto Nacional de Estadísticas                             |
| Irlande           | 9,8 %                        | 2,6 %                                         | 12,4 % | 2016, recensement | Central Statistics Office                                      |
| Côte d'Ivoire     | 12,0 %                       |                                               | 12,0 % | 2009              | Gallup Worldview                                               |
| Brésil            | 8,0 %                        |                                               | 8,0 %  | 2010, recensement | Instituto Brasileiro de Geografia e Estatística                |
| Mexique           | 4,6 %                        |                                               | 4,6 %  | 2010, recensement | Instituto Nacional de Estadística y Geografía                  |
| Tunisie           | 4,0%                         |                                               | 4,0 %  | 2015              | Pew Forum                                                      |
| Kazakhstan        | 2,8 %                        | 0,5 %                                         | 3,3 %  | 2009, recensement |                                                                |
| Nauru             | 1,8 %                        | 1,1 %                                         | 2,9 %  | 2011              | The World Factbook                                             |
| Kenya             | 2,4 %                        | 0,2 %                                         | 2,6 %  | 2009, recensement |                                                                |
| Algérie           | 1,8 %                        |                                               | 1,8 %  | 2010              | Pew Forum                                                      |
| Tonga             | 0,03 %                       | 1,7 %                                         | 1,73 % | 2006              | The World Factbook                                             |
| Vanuatu           | 1,1 %                        | 0,2 %                                         | 1,3 %  | 2009              | The World Factbook                                             |
| Fidji             | 0,8 %                        |                                               | 0,8 %  | 2007              | The World Factbook                                             |
| Kiribati          | 0,2 %                        | 0,05 %                                        | 0,25 % | 2010              | The World Factbook                                             |
| Samoa             | 0,1 %                        | 0,1 %                                         | 0,2 %  | 2011              | The World Factbook                                             |
| Salomon           | 0,03 %                       | 0,1 %                                         | 0,13 % | 2009              | The World Factbook                                             |
| Azerbaïdjan       | 1%                           |                                               | 1 %    | 2010              | Pew Forum                                                      |
| Inde              | 0,1 %                        |                                               | 0,1 %  | 2010              | Pew Forum                                                      |
| Iran              | 0,1 %                        |                                               | 0,1 %  | 2010              | Pew Forum                                                      |
| Maroc             | 0,1 %                        |                                               | 0,1 %  | 2010              | Pew Forum                                                      |
| Somalie           | 0,1 %                        |                                               | 0,1 %  | 2010              | Pew Forum                                                      |